# 心音 (ナナムジカの曲)
「心音」（こころね）は、日本の音楽ユニット・ナナムジカの4作目のシングル。

## 概要
- 前作「僕達の舞台」から約9か月ぶりのシングル。
- 表題曲は海東健主演のドラマ『Xenos 見知らぬ人』の主題歌に起用され、3作連続でのドラマ主題歌となった。
- 初回生産盤は特殊紙ブックレット仕様で、特典としてライブ映像などが観られるアクセスパスが付いた栞が封入された。

## 収録曲
1. 心音
作詞・作曲・編曲：都志見隆
メンバーが制作に携わっていない初の楽曲で、恋人たちの運命の出会いを描いたバラード[1]。
2. 色彩の砂
作詞：西島梢
作曲・編曲：松藤由里
3. ひまわり〜Live Version〜 (「満天ライブ」2006.6.18 at HAKUJU HALL)
作詞：稲葉エミ
作曲・編曲：243
1stアルバム収録曲のライブ音源。
4. 心音 (インストゥルメンタル)
作曲・編曲：都志見隆
表題曲のインストゥルメンタル。
5. 色彩の砂 (インストゥルメンタル)
作曲・編曲：松藤由里
カップリング曲のインストゥルメンタル。

## タイアップ
- テレビ東京系列ドラマ24『Xenos 見知らぬ人』主題歌 (#1)

## 収録アルバム
- 忘れられない恋のうた～私の中のもうひとりの僕～ (#1)